# 古川駅前大通
古川駅前大通（ふるかわえきまえおおどおり）は宮城県大崎市の町丁であり、旧古川市駅前大通に相当する。大崎市によると2021年4月1日時点での域内の人口は575人、世帯数は327世帯である。郵便番号は989-6162。

## 概要
大崎市の中心地域のひとつであり、2010年の国勢調査によると、人口集中地区に含まれている。
大崎市ホームページによると2021年4月1日時点での域内の人口は575人、世帯数は327世帯である。

## 地理
大崎市の南東、旧・古川市の中央部に位置し、北は古川北町などと、南は古川中里と、東は古川東町や古川幸町と、西は古川台町などと接する。

## 歴史
- 1968年（昭和43年）2月1日 - 古川市駅前大通として成立。
- 2006年（平成18年）3月31日 - 古川市が合併により大崎市となり、同市の古川駅前大通となる。

## 交通

### 鉄道
- 古川駅（東日本旅客鉄道東北新幹線・陸羽東線）

### バス
域内にあるバス停留所は古川駅前と古川幸町、駅前大通一丁目のみである。
また、域内のバス停留所に停車するバス路線は以下の通りである。
- ジェイアールバス東北
  - 仙台 - 首都圏線
  - 仙台 - 古川線
- ミヤコーバス
  - 仙台 - 古川線
  - 色麻線
- 大崎市民バス
  - 宮沢真山線
  - 清滝線
  - 鳴子線
  - 三本木大衡線
  - 高倉線
  - 大貫線
  - 松山鹿島台線
- 栗原市民バス
  - 古川線

### 道路
- 国道108号

## 学区
域内の児童は大崎市立古川第二小学校、大崎市立古川東中学校に進学する。

## 行政区
古川駅前大通の行政区は以下の通りである。
| 丁目               | 番地                 | 行政区     |
| ------------------ | -------------------- | ---------- |
| 古川駅前大通一丁目 | 1-22〜1-24           | 古川台町区 |
| 古川駅前大通一丁目 | 1-1〜1-21 1-25〜1-27 | 古川駅前区 |
| 古川駅前大通二丁目 | 全域                 | 古川駅前区 |
| 古川駅前大通三丁目 | 全域                 | 古川駅前区 |
| 古川駅前大通四丁目 | 全域                 | 東町区     |
| 古川駅前大通五丁目 | 全域                 | 北町南区   |
| 古川駅前大通六丁目 | 全域                 | 北町北区   |

## 統計

### 人口・世帯数
2021年（令和3年）4月1日時点での住所別の人口および世帯数は以下の通りである。
| 住所  | 日本人世帯数 | 日本人男 | 日本人女 | 計    |
| ----- | ------------ | -------- | -------- | ----- |
| 1丁目 | 37世帯       | 32人     | 39人     | 61人  |
| 2丁目 | 47世帯       | 45人     | 38人     | 83人  |
| 3丁目 | 50世帯       | 48人     | 49人     | 97人  |
| 4丁目 | 40世帯       | 24人     | 39人     | 63人  |
| 5丁目 | 76世帯       | 48人     | 56人     | 104人 |
| 6丁目 | 77世帯       | 82人     | 85人     | 167人 |

### 面積
2015年の国勢調査によると、住所別の面積は以下の通りである。なお、面積は小数点第3位を、周囲長は小数点第1位を四捨五入した。
| 住所  | 面積   | 周囲長 |
| ----- | ------ | ------ |
| 1丁目 | 9.25ha | 1560m  |
| 2丁目 | 5.50ha | 1145m  |
| 3丁目 | 4.23ha | 937m   |
| 4丁目 | 3.43ha | 741m   |
| 5丁目 | 3.81ha | 780m   |
| 6丁目 | 4.79ha | 894m   |

## 施設
- 古川郵便局
- 古川警察署古川駅前交番
- 岩手銀行大崎支店[14]
- 東北銀行古川支店[15]
- 七十七銀行古川支店[16]
- 東北労働金庫古川支店[17]
- 国際高等学院古川校[18]
- 大崎市図書館[19]